# Quand tu chantes
Albums de Nana Mouskouri
Toi qui t'en vas
(1975) Alléluia
(1977)
Quand tu chantes est un album français de la chanteuse grecque Nana Mouskouri publié en 1976 chez Philips. Cet album, un des plus populaires de la chanteuse en France, contient un des plus grands succès de la chanteuse, la chanson Quand tu chantes qui est une adaptation d'un titre brésilien de Martinho da Vila, Canta, Canta minha gente. Nana interprétera cette chanson également en allemand (Guten Morgen Sonnenschein) mais aussi en portugais (Canta, Canta minha gente).
L'album contient douze chansons : dix titres en français, un titre en anglais (Land of make believe) et un titre en grec (Mia fora ki enan kairo).

## Liste des titres
| No  | Titre                        | Auteur                                     | Durée |
| --- | ---------------------------- | ------------------------------------------ | ----- |
| 1.  | Qui sait où va le temps      | S. Tyson, Claude Lemesle                   | 4:05  |
| 2.  | Quand tu chantes             | Martinho da Vila, Pierre Delanoé           | 2:30  |
| 3.  | Tommy Davidson               | J. Dawson Read, Pierre Delanoé             | 3:40  |
| 4.  | La récréation                | Dolly Parton, Claude Lemesle               | 2:25  |
| 5.  | Je ne suis pas Lisa          | J. Colter, Claude Lemesle                  | 3:25  |
| 6.  | Land of make believe         | Chuck Mangione                             | 5:45  |
| 7.  | Je te regarde                | Joan Sakel, Pierre Delanoé                 | 3:25  |
| 8.  | L'océan                      | Claude Lemesle, Alain Goraguer             | 4:05  |
| 9.  | La première chanson ensemble | Neil Sedaka, H. Greenfield, Claude Lemesle | 4:10  |
| 10. | Le petit bossu               | B. Balz, Robert Stolz, Claude Lemesle      | 3:02  |
| 11. | C'est toujours le printemps  | Claude Lemesle, Alain Goraguer             | 2:17  |
| 12. | Mia fora ki ennan kairo      | Nikos Gatsos, Manos Hadjidakis             | 3:35  |

## Classements
| Pays   | Meilleure position | Certification | Ventes  |
| ------ | ------------------ | ------------- | ------- |
| France |                    | Or            | 150 000 |

## Crédits
- Direction d'orchestre : Alain Goraguer
- Photographie de la pochette : Uwe Ommer